# Бурня
Бу́рня (рос. Бурня) — річка в Чайковському районі Пермського краю, Росія, права притока Буренки.
Річка починається за 2 км на південний схід від села Фоки. Протікає на південний схід. Впадає до Буренки за 2 км від її гирла та села Буренка. Приймає декілька дрібних приток. Майже вся течія проходить через лісові масиви.
На річці розташовані села Нова Бурня (колишнє) та Некрасово. В останньому та в гирлі збудовано автомобільні мости.